# Bir Lahlu
Bir Lahlu (àrab: بئر لحلو, Biʾr Laḥlū; amazic: ⴱⵉⵔ ⵍⵃⵍⵓ) és un poblet de Saguia el Hamra al Sahara Occidental, prop de la frontera amb Mauritània, situada a l'est del Mur marroquí, als territoris controlats pel Front Polisario, denominats Territoris Alliberats. També és una dàïra de la wilaya de Smara a la RASD.
És la capital provisional de la República Àrab Sahrauí Democràtica (RASD), mentre que la capital històrica (i oficial segons la constitució de la RASD) del Sahara Occidental, Al-Aaiun, segueixi sota control marroquí. És també el lloc on Mustafà Said Al-Uali va proclamar la RASD amb una emissió radiofònica el 27 de febrer de 1976, després de la decisió presa pel Consell Provisional Nacional Sahrauí. Segueix sent també seu del centre emissor de la Voz del Sáhara, Ràdio Nacional de la República Àrab Sahrauí Democràtica.
El nom Bir Lehlu és una transcripció de l'àrab hassania i significa ‘la font bonica’ o ‘la deu bonica’. El nom en àrab estàndard seria al-Bir al-Halwa (àrab: البئر الحلوة, al-Biʾr al-Ḥalwa).
Consta d'un hospital militar anomenat Castilla-la Mancha i el col·legi Juan Carlos Diego Aguirre, en honor del coronel i historiador espanyol, que va ser membre del Govern del Sàhara Espanyol des de 1966 fins a 1976 i és autor de nombroses publicacions sobre el Sàhara Occidental.
El març de 2016, va rebre la visita de Ban Ki-moon, sent el primer secretari general de l'ONU que visita els territoris alliberats que controla la RASD. Va ser rebut per l'alcalde de la localitat i va ser el començament d'una sèrie d'actes emmarcats en el 40è aniversari de la proclamació de l'estat sahrauí.

## Agermanaments
- Artziniega, Àlaba
- Batna
- Benalúa de las Villas
- Bientina
- Campi Bisenzio
- Capraia e Limite
- El Oued
- Montemurlo
- Monteroni d'Arbia
- Montevarchi, Itàlia
- Novelda
- Pozuelo de Alarcón
- Prato
- Puerto Maldonado
- La Rinconada
- Sagunt
- San Piero a Sieve, Itàlia
- Tolosa, Guipúscoa
- Tomelloso
- Valle de Trápaga-Trapagaran
- Vecchiano